# Prova di memoria
Prova di memoria és una pel·lícula italiana de 1992 dirigida per Marcello Aliprandi.
Filmada íntegrament a Praga, és una pel·lícula de misteri/thriller amb nombroses referències literàries i cinematogràfiques. Produïda pel mateix Aliprandi, és protagonitzat per Franco Nero i Karin Giegerich. La pel·lícula es va estrenar als cinemes italians el juliol de 1993. A l'estranger va circular amb el títol anglès Crimson Dawn, mentre que al Brasil es va estrenar com Madrugada de sangue.

## Argument
L'escriptor Paul Herzog torna a Praga, la ciutat on 15 anys abans havia provocat sense voler la mort d'una dona, Annelise: un suïcidi amorós que encara el turmenta i l'angoixa. Després d'haver trobat accidentalment un quadre que representa a Annelise tal com és, l'home descobreix que la dona del retrat no és altra que Clarissa, la germana petita de la difunta. Quan comencen una sèrie de morts violentes al seu voltant, Herzog inicia una investigació i descobreix l'existència d'una misteriosa organització que està eliminant tots els possibles testimonis del suïcidi d'Annelise. Decidit a arribar al fons, romandrà embolicat en una teranyina en la qual passat i present, memòria i imaginació, es fusionen perillosament.

## Repartiment
- Franco Nero: Paul Herzog
- Karin Giegerich: Annelise / Clarisa
- Peter Davies
- Emanuela Carcano
- Karel Roden: Matyás
- Nelly Gaierová: Dona no venedora
- Bruno Sbrighi
- Clive Riche
- Lino Patruno
- Catriona MacColl

## Comentaris crítics
En estrenar-se als cinemes, la pel·lícula va ser rebuda per la crítica de manera mixta.
Tullio Kezich revisa positivament la pel·lícula en un article a Il Corriere della Sera, parlant d'"un clima d'aventura de pensament" i assenyalant que el director "aprofitant el prestigi actoral de Franco Nero, […] fa malabars entre les temptacions intel·lectuals". i els terminis obligatoris de l'emoció".
A Il Giorno, Morando Morandini afirma que "Aliprandi, un director de la generació mitjana que practica la contaminació de gènere, ha fet una pel·lícula difícil de classificar, equilibrada entre el 'negre' i el 'misteri' amb implicacions 'de terror', un rerefons d'històries d'espionatge polític i una espessa dimensió cinematogràfica, és a dir, de reflexió sobre el cinema".
Roberto Escobar de Il Sole 24 ore, en canvi, és molt crític, acusant Aliprandi i la coguionista Viviana Girani d'"ingenuïtat" i d'haver "abusat sense vergonya de les ressonàncies kafkianes que ofereix la ciutat de Praga".